# A.S. Handball Albatro Siracusa 2008-2009

## Stagione
L'Albatro Teamnetwork Siracusa partecipa nella stagione 2008-2009 al campionato di Serie A Élite. Al termine della stagione regolare, si classificherà al quinto posto. Parteciperà ai play off scudetto.